# Yan Huiqing
Yan Huiqing, även känd som W. W. Yen, född den 2 april 1877 i Shanghai, död  där den 24 maj 1950, var en kinesisk författare, diplomat och politiker. Han tjänstgjorde som Republiken Kinas minister i Sverige och var en tid Kinas tillförordnade president.
Yan utbildades vid University of Virginia och undervisade sedan en tid i engelska vid Saint John's University i Shanghai,  varefter han begav sig till Peking för att inleda sin politiska och diplomatiska karriär. Mellan 1913 och 1919 var han Republiken Kinas minister i Tyskland, Sverige och Danmark.
Han tjänstgjorde som premiärminister fem gånger och var tillförordnad president under sin sista mandatperiod som premiärminister 1926. Wu Peifu handplockade honom som Cao Kuns efterträdare på presidentposten, men han lyckades aldrig bli formellt utnämnd på grund av Zhang Zuolins motstånd.
Yan var Kinas delegat Nationernas förbund 1932 och framfördes där Kinas ståndpunkt gentemot Japans invasion av Manchuriet. Han var Kinas första ambassadör till Sovjetunionen sedan förbindelserna mellan de båda länderna normaliserats 1933 och förblev i denna ställning fram till 1936. Under andra världskriget blev han internerad av japanerna i Hongkong och sammanställde då Stories of Old China. 1949 flög han flygplan för första gången för att bege sig till Sovjetunionen i hopp om att finna en lösning på det kinesiska inbördeskriget.

## Verk
- Yen W.W., red (195n) (på engelska). Stories of old China. Shanghai: New art and literature publ. house. Libris 1296591